# 1992 ER11
1992 ER11 är en asteroid i huvudbältet som upptäcktes den 6 mars 1992 av UESAC vid La Silla-observatoriet.
Asteroiden har en diameter på ungefär 10 kilometer.